# Bohdan Krawciw
Bohdan Krawciw ukr. Богдан Кравців (ur. 5 maja 1904 w Łopiance, zm. 1975) – ukraiński poeta, działacz Organizacji Ukraińskich Nacjonalistów (OUN).
W młodości należał do Płastu, i był członkiem Głównej Rady Płastowej. W latach 20. wstąpił do UWO. W latach 1928–1929 był przewodniczącym Związku Ukraińskiej Młodzieży Nacjonalistycznej, kierował również Ukraińską Gromadą Studencką we Lwowie. W okresie luty 1929 – czerwiec 1930 był pierwszym prowidnykiem krajowym OUN. Działacz grupy literackiej „Łystopad”.
Aresztowany w czerwcu 1930, spędził w więzieniu 3 lata za zorganizowanie napadu na wóz pocztowy pod Bóbrką 30 lipca 1930.
W latach 30. redagował nacjonalistyczne czasopisma „Wisti”, „Hołos”, „Hołos Naciji” oraz czasopisma literackie „Dażboh”, „Obriji” i „Naperedodni”.
W latach 1940–1945 redagował czasopisma dla ukraińskich robotników przymusowych w Niemczech. W 1949 wyemigrował do USA.
Był autorem 6 tomików poezji i tłumaczem Rilkego. W USA był członkiem redakcji „Ameryki”, od 1955 redaktorem „Swobody”, w latach 1970–1975 redaktorem naczelnym „Suczasnosti”.

## Literatura
- Ryszard Torzecki, Kwestia ukraińska w Polsce w latach 1923–1929, Kraków 1989, ISBN 83-08-01977-3.
- Roman Wysocki, Organizacja Ukraińskich Nacjonalistów w Polsce w latach 1929–1939, Wydawnictwo UMCS, Lublin 2003, ISBN 83-227-2101-3.